# Рясное (Львов)

Корпуса завода «Электрон», промзона в микрорайоне Рясное-1

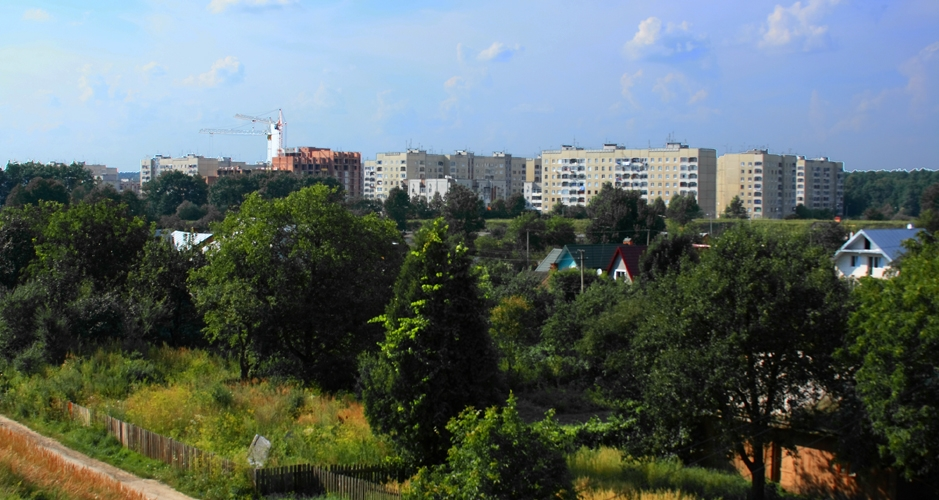
Вид на микрорайон Рясное-2

Рясно́е (укр. Рясне́, обычно не склоняется и произносится «Ряснэ́», пол. Rzęsna Polska) — местность в Шевченковском районе Львова (Украина), находится на северо-западной окраине.
Рясное состоит из двух микрорайонов: Рясного-1 и Рясного-2, которые разделены железнодорожными путями. Рясное-1 в прошлом было селом Рясное-Польское с польским населением, которое в 1925 году насчитывало около 2000 человек. В селе был приходской римско-католический костёл, построенный на месте деревянного 1742 года. Во время Первой мировой войны село Рясное-Польское и близлежащие поля были местом битвы между русскимии австро-германскими войсками 21 июня 1915 года, в результате которой русская армия вынуждена была на следующий день покинуть Львов. Земли села Рясное Польское начинались вдоль нынешней улицы Шевченко начиная от железнодорожной станции Клепаров; территория севернее станции Клепаров вошла в состав Львова уже в 1930-х годах, когда была застроена индивидуальными домами и получила название Баториевки (в честь короля Стефана Батория).
Нынешний микрорайон Рясне вырос как жилищный массив севернее прошлой Баториевки вблизи корпусов завода «Электрон», выпускавшего телевизоры и военную радиоэлектронику. Начато было также строительство металлургического завода. Рясное было присоединено к городу согласно Указу Президиума Верховного совета Украинской ССР от 9 марта 1988 г. № 5541-ХІ. Присоединенная территория согласно этому нормативному акту составляла 477 га. Жилые массивы советской и современной постройки расположены севернее осевой улицы района — ул. Шевченко, а южнее её — промышленная зона.
К моменту присоединения ко Львову здесь уже велось интенсивное жилищное строительство, сооружались цеха заводов: конвейерного, автопогрузчиков «Химмаш», «Электрон». В отличие от Сихова, где застройка проводилась согласно продуманной концепции, Рясное строилось, хотя и по утвержденному генеральному плану, но отдельными фрагментами — силами промышленных предприятий.
На территории Рясного-1 есть три церкви и один католический костёл, в Рясном-2 одна грекокатолическая церковь.
Главные улицы микрорайона: ул Шевченко (магистральная улица, связывающая части микрорайона друг с другом и его в целом с центральной частью города), Брюховичская, Ряснянская, Величковского.